# Ichneumon obsoletus
Ichneumon obsoletus là một loài tò vò trong họ Ichneumonidae.